# Lilico (voleibolista)
Luiz Cláudio Alves Silva (Niterói, 29 de setembro de 1976 — São Paulo, 13 de janeiro de 2007) foi um voleibolista indoor brasileiro, que atuou nas posições de Ponta e Oposto, com marca de 360 cm de alcance no ataque e com saque com cerca de 100 km/h, que vestindo a camisa da Seleção Brasileira conquistou a medalha de ouro no Campeonato Sul-Americano Infanto-Juvenil de 1992 na Venezuela e a medalha de prata no Campeonato Mundial Juvenil de 1995 na Malásia. Ficou conhecido como o primeiro atleta brasileiro a assumir publicamente a sua homossexualidade.

## Carreira

### Anos 1990
A prática desportiva desde muito cedo fazia parte da formação de atleta de Lilico, que iniciou praticando natação, ginástica olímpica e basquetebol. Em 1990 na fase escolar, por volta da sexta ou sétima série do ensino fundamental começou os primeiros contatos com o voleibol nas aulas de Educação Física; neste mesmo ano foi treinar com a categoria de base da Seleção Brasileira, tinha aproximadamente 14 anos de idade e time inteiro com 17 anos, foi cortado.
Voltou a ser chamado em 1991 para os treinamentos da Seleção Brasileira em preparação para o Campeonato Sul-Americano Infanto-Juvenil do ano seguinte e no ano de 1992 disputou esta referida edição que ocorreu  na cidade venezuelana de Valencia, onde conquistou a medalha de ouro.
Começou a carreira profissional em 1993 quando integrou as categorias de base no extinto E.C.Banespa e em 1994 conquistou o título do Campeonato Brasileiro de Seleções na categoria juvenil e foi convocado e chegou a viajar com a Seleção Brasileira para disputar o Campeonato Mundial Infanto-Juvenil de 1993, mas adoeceu e pediu dispensa.
No ano de 1994 conquistou pelo Banespa o título da Copa Sudeste e da Copa Brasil. Em 1995 foi convocado para as categorias de base da Seleção Brasileira, e disputou a edição do Campeonato Mundial Juvenil sediado na cidade de Johor Bahru na Malásia, ocasião que foi medalhista de prata, não jogou a final por ter fraturado o braço e uma torção no pé, gerando um desentendimento com o técnico Marcos Lerbach. Permaneceu no Banespa até 1997.
Em 1997 passa atuar pelo Palmeiras/Lousano,época que pensava em aposentadoria precoce. Na jornada 1997–98, onde defendeu o clube da Unincor/Três Corações onde conquistou o título do Torneio Internacional de Três Corações e o vice-campeonato da Copa Minas de 1997 e na excursão pela Bélgica desentendeu-se com então técnico Marcos Lerbach e deixou o time e voltou para o Brasil, não podendo jogar por três meses por está inscrito por esta equipe na Superliga Brasileira A, tendo que devolver quase todo o valor já recebido em contrato.
Defendeu as cores do Barão/Ceval e na Superliga Brasileira A 1998-99 finalizou na décima colocação, foi o segundo Maior Pontuador da  edição. Com 448 pontos, apenas um ponto de diferença para o primeiro colocado e disputou o All Star Games em Salvador entre os melhores da edição.
Pelo Report/Nipomed competiu na temporada 1999–00 conquistando o título do Campeonato Paulista de 1999, no mesmo obteve o título da Copa São Paulo, além de sagrar-se campeão nos Jogos Abertos do Interior, campeão nos Jogos Regionais e transferiu-se após a conquista do Campeonato Paulista para o clube japonês do Nippon-Steel, época que foi sondado a uma possível naturalização e representar a Seleção Argentina na Olimpíada de Sidney encerrou na quarta posição na Liga A  Japonesa, decepcionado, retorna ao Brasil e nem a proposta do Palmeiras o motivou a jogar.

### Anos 2000
Em 2000, concedeu entrevista a imprensa afirmando que o motivo do seu corte na Seleção Brasileira foi o fato de ter assumido a homossexualidade, ficando de fora dos Jogos Olímpicos de Sidney. Chegou anunciar o fim da carreira devido às fortes dores que sentia pé esquerdo, resultado de uma ruptura parcial nos tendões, além de outra contusão na região pélvica, dedicando-se ao curso de jornalismo nesse período.
Renovou com o  Zip Net/Fennab de Suzano conquistando em 2000 o ouro nos Jogos Regionais e  também nos Jogos Abertos do Interior, além do vice-campeonato no Campeonato Paulista de 2000 e na Superliga Brasileira A 2000-01 finalizou na oitava colocação.
Na temporada 2001–02 jogava pelo Palmeiras/Guarulhos, sagrou-se bicampeão da Copa Sudeste em 2001 e do Challenger Brasil no mesmo ano, disputou os Jogos Regionais quando disputou o Campeonato Paulista neste mesmo ano e foi vice-campeão, também atuando por este na Superliga Brasileira A 2001–02, quando alcançou a oitava colocação final.
Nas competições do período esportivo 2002–03 transfere-se para Ulbra/RS, conquistou o título do Campeonato Gaúcho de 2002, do Grand Prix  no mesmo ano e sagrou-se campeão na Superliga Brasileira A 2002–03.
Em agosto de 2003 transferiu-se para o voleibol espanhol pelo Son Amar Palma, que segundo ele, estavam cientes de sua lesão na semifinal na Superliga Brasileira A, recém-encerrada. A imprensa especulou na época como um abandono do time, mas segundo ele o motivo não foi esse, e sim supostos maus tratos de dirigentes do clube. Só permaneceu três meses e retornou ao Brasil.
Na jornada esportiva seguinte retornou ao clube que o projetou para o cenário profissional, o Banespa/Mastercard/São Bernardo, terminando na quinta colocação na Superliga Brasileira A 2003–04.
Voltou a defender as cores da Ulbra/São Paulo F.C. na temporada 2004–05. Disputou o Campeonato Paulista de 2004, conquistando o bronze nessa competição e finalizou na quinta colocação na Superliga Brasileira A 2004–05.

## Pós-carreira e morte
Em 2005 Lilico deixou as quadras, passou a estudar jornalismo com a pretensão de trabalhar na TV com jornalismo esportivo. Chegou a gravar alguns testes pilotos para uma emissora, segundo ele declarou em entrevista. Nas horas vagas dedicava-se ao piano e a lira, chegou atuar como modelo fotográfico, DJ, posou para Revista G Magazine e pretendia lançar um livro autobiográfico e que depois desistiu da publicação.
Foi internado em 30 de dezembro de 2006 na UTI da Santa Casa em São Paulo, não resistiu e morreu no dia 13 de janeiro de 2007, em decorrência de um AVC.

## Títulos e resultados
- Superliga Brasileira A: 2002–03[28]
- Liga A Japonesa: 1999–00[15]
- Campeonato Paulista: 1999[5]
- Campeonato Paulista: 2000,[20] 2001[24]
- Campeonato Paulista: 2004
- Campeonato Gaúcho: 2002[6]
- Copa São Paulo: 1999[5]
- Jogos Abertos do Interior de São Paulo: 1999
- Campeonato Paulista: 1999,[5]2000[5]
- Jogos Regionais de São Paulo: 1999,[5]2000[5]
- Grand Prix Brasil: 2002[6]
- Copa Challenger Brasil: 2001[6]
- Copa Brasil: 1994[6]
- Copa Sudeste: 1994,[6] 2001[6]
- Copa Minas: 1997[5]
- Torneio Internacional de Três Corações: 1997[5]
- Campeonato Brasileiro de Seleções Juvenil: 1994[5]

## Premiações individuais
- 2º Maior Pontuador da Superliga Brasileira A 1998–99[9][10]